# Lachs im Zweifel
Lachs im Zweifel (Originaltitel: The Salmon of Doubt: Hitchhiking the Galaxy One Last Time) ist ein 2002 erschienenes Buch mit zum Teil unveröffentlichten Texten des 2001 verstorbenen britischen Schriftstellers Douglas Adams. Die deutsche Übersetzung von Benjamin Schwarz erschien 2003 im Heyne Verlag.
Das Buch stellt nicht, wie der Untertitel „Zum letzten Mal per Anhalter durch die Galaxis“ nahelegt, eine Fortsetzung von Adams’ Romanreihe „Per Anhalter durch die Galaxis“ dar, sondern beinhaltet eine Sammlung von Zeitungsartikeln, Vorträgen, Notizen und Interviews, die durch den ersten Teil eines Romans ergänzt werden, der die Dirk-Gently-Reihe fortsetzen sollte. Ein dem Romanentwurf vorangestelltes Interview mit Adams deutet aber an, dass dieser die Arbeit an dem Fragment bereits eingestellt hatte, weil er zu der Überzeugung gekommen war, das Handlungskonzept eigne sich besser für einen neuen „Anhalter“-Roman. Den Arbeitstitel des Romanfragments verwendete der Herausgeber Peter Guzzardi als Titel des ganzen Buches. Im Vorwort schreibt Guzzardi, dass er die verwendeten Texte einer CD-ROM mit 2579 Dateien entnommen habe. Diese CD-ROM hatte Adams’ Agent Ed Victor erstellt, als er nach dem Tode des Schriftstellers die Daten von den Festplatten der diversen Computer Adams’ sicherte. Bei der Auswahl der Texte halfen die Witwe sowie Freunde und Bekannte von Adams mit.
Das Buch ist in drei Abschnitte mit den Überschriften „Das Leben“, „Das Universum“ und „Und der ganze Rest“ unterteilt. Diese Einteilung strukturiert grob die lose aneinandergereihten Texte. Den drei Kapiteln ist ein Prolog in Form eines Zeitungsartikels von Nicholas Woe über das Leben und Wirken Adams’ vorangestellt. Den Schluss des Buches bildet ein Epilog, in dem die Totenklage Richard Dawkins’, welche in der Zeitung „The Guardian“ kurz nach dem Tode Adams’ veröffentlicht wurde, nachzulesen ist.
Die Texte in den einzelnen Kapiteln behandeln Themen, mit denen sich Adams immer wieder beschäftigt hat: Atheismus, Computer (insbesondere der Apple Macintosh), Reisen und Natur, Musik (The Beatles und Procol Harum, zwei seiner Lieblingsbands). Die Texte enthalten außerdem autobiografische Abschnitte vor allem über Adams’ Kindheit und Jugend. Der Umfang der verwendeten Texte reicht dabei von den ersten 11 Kapiteln des bereits erwähnten Romanfragments über verschiedene Zeitungsartikel, Briefe und Interviews bis hin zu kurzen Notizen ohne näheren Zusammenhang, wie zum Beispiel auf S. 140:

„Worin besteht der Vorteil, mit Ihren Fans per E-Mail zu korrespondieren?
– Es geht schneller, ist einfacher und man muß nicht so viel lecken.“

Der Untertitel des Buches „Zum letzten Mal per Anhalter durch die Galaxis“ nimmt Bezug auf die ebenfalls enthaltene Kurzgeschichte „Jung-Zaphod geht auf Nummer Sicher“. Sie handelt von Zaphod Beeblebrox, einem Hauptcharakter der Reihe „Per Anhalter durch die Galaxis“.